# Hela Sverige skramlar (2015)
Hela Sverige skramlar var en svensk insamlingsgala som genomfördes den 29 september 2015 i Globen till stöd för människor på flykt.

## Medverkande
Medverkade under galan gjorde bland andra Alcazar, Björn Dixgård, Bo Kaspers Orkester, Carola Häggkvist, David Batra, Filip Hammar, Fredrik Wikingsson, Gina Dirawi, Graveyard, Joel Alme, Johan Glans, Jonas Gardell, Kodjo Akolor, Lars Winnerbäck, Lena Philipsson, Lisa Nilsson, Lilla Namo, Maja Francis, Amanda Bergman, Seinabo Sey, Mauro Scocco, Melissa Horn, Markus Krunegård, Maxida Märak, Miss Li, Ola Salo, Orup, Patrik Isaksson, Partiet, Petter, Petra Marklund, Redline Recordings All Star, Sanna Nielsen, Sarah Dawn Finer, Syster Sol, Tomas Andersson Wij, Tomas Ledin, The Hives feat Michael Alonzo, Uno Svenningsson och Weeping Willows.

### Hans Roslings föreläsning
Hans Rosling höll en uppmärksammad kortare föreläsning i vilken han illustrerade omfattningen av Syriska inbördeskriget. Han kritiserade dels att flyktingarna inte kunde söka asyl på plats, dels att UNHCR inte fick tillräckliga medel för att hjälpa flyktingar som flytt till Syriens grannländer. Rosling sade att "Vi kan inte lösa det här genom att Syrien flyttar hit och dom med svarta flaggan bor kvar." Rosling hade i Aktuellt den 7 september illustrerat flyktingfördelningen och kritiserat Transportansvaret och att pengarna för mottagandet i Sverige togs från biståndsbudgeten vilket han exemplifierade med att Västra Götaland fick mer biståndspengar än Moçambique (som var den största mottagaren av Svenskt bistånd).

## Distribution
Galan sändes på SVT1, TV3 Play, TV4 Play, Kanal 5 Play, Aftonbladet TV, Expressen TV, Dagens Nyheter, Dagens Industri, Sydsvenska Dagbladet, Helsingborgs Dagblad och Sveriges Radio.

## Ekonomi
Biljetterna kostade 195 kronor och såldes slut på tre timmar.
Under galakvällen samlades in över 40 miljoner kronor. Alla intäkter från galan tillföll UNHCR.

## Mottagande
Humorgruppen Grotesco parodierade galan i "Flyktingkrisen – en musikal", det första avsnittet i den tredje säsongen av TV-serien Grotesco. SVT beskrev 2022 avsnittet som att galan parodierades att handla "om att skänka pengar för" att stilla sitt eget "samvete för att sedan snabbt gå vidare med livet."